# Scabiosa zuikoensis
Scabiosa zuikoensis är en tvåhjärtbladig växtart som beskrevs av Takenoshin Nakai. Scabiosa zuikoensis ingår i släktet fältväddar, och familjen Dipsacaceae. Inga underarter finns listade i Catalogue of Life.